# 小行星6925
小行星6925（6925 Susumu）是一颗围绕太阳公转的小行星。1993年10月24日，關勉在藝西天文台发现了此天体。
該小行星以日本天文學家山本進命名。
这颗小行星的绝对星等为84.32961等。